# Aeropuerto de Chandigarh
El Aeropuerto de Chandigarh (IATA: IXC, OACI: VICG) es un aeropuerto que sirve a Chandigarh y Mohali de Punyab y Panchkula de Haryana, India. Se encuentra aproximadamente 12 kilómetros (7 mi) al sur de Chandigarh. 
Una nueva terminal integrada será inaugurado en septiembre de 2015. En octubre vuelos internacionales van a iniciar, haciendo el Aeropuerto de Chandigarh el segundo aeropuerto internacional en Punyab tras el Aeropuerto de Amritsar.
El aeropuerto también es el sitio de una base de la Fuerza Aérea India.

## Historia

### Nueva terminal de 2011
En noviembre de 2007 la Dirección de Aeropuertos de India (AAI por sus siglas en inglés) empezó construyendo una nueva terminal integrada y más grande. Costó aproximadamente 80 crores y se abrió en abril de 2011. La AAI quiso iniciar vuelos internacionales desde la terminal pero la Fuerza Aérea India, que controla el tráfico aéreo y la pista, no dio la autorización.

### Nueva terminal de 2015
En enero de 2008 la Dirección del Desarrollo del Área de Gran Mohali (en inglés: Greater Mohali Area Development Authority), el Gobierno de Haryana y la AAI firmaron un memorándum de entendimiento para la construcción de una nueva terminal. Los gobiernos de Punyab y Haryana ofrecieron 308 acres (1.246.430 metros cuadrados) de terreno y la AAI invirtió en la construcción de la terminal, que empezó en enero de 2010.

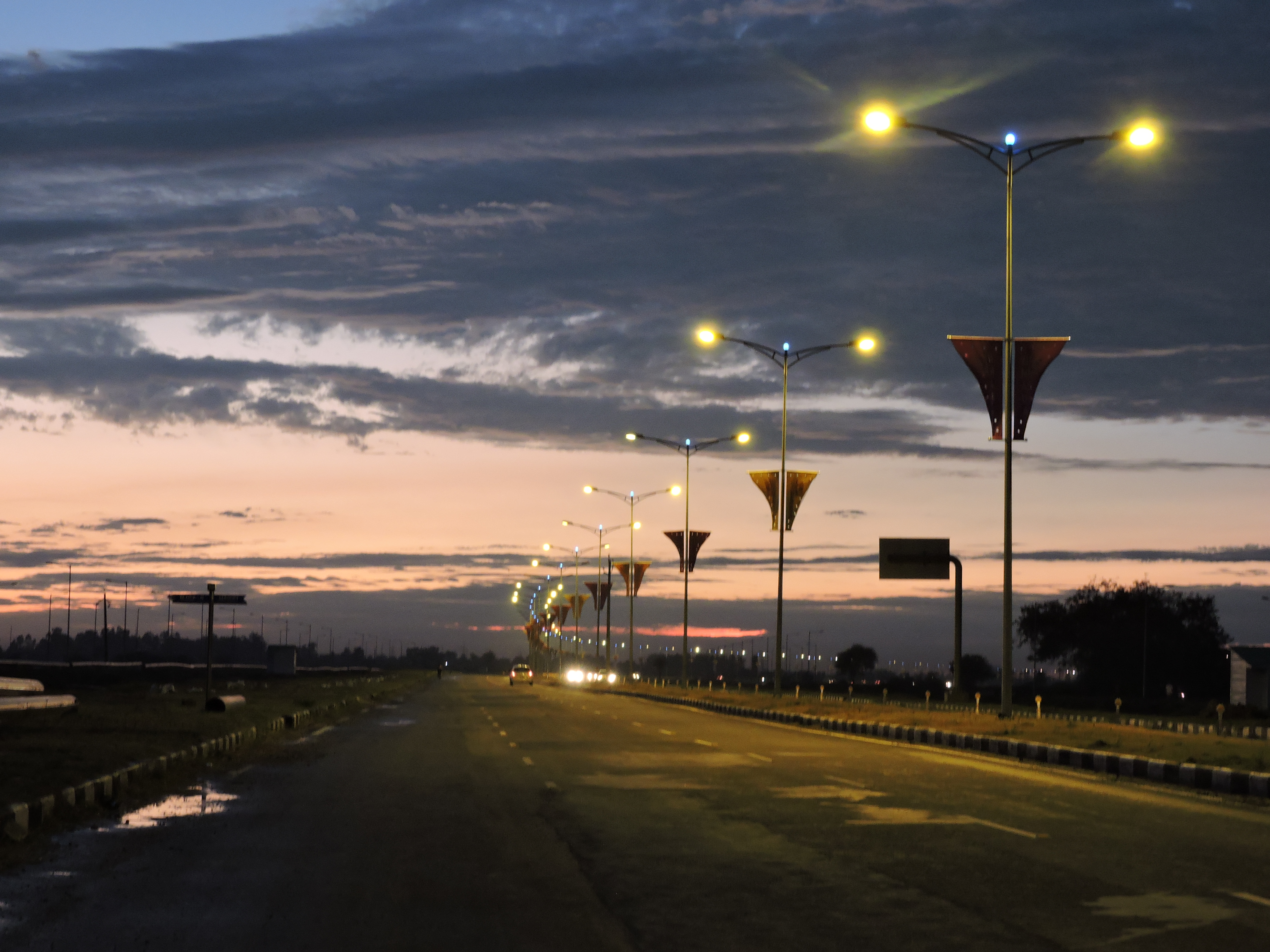
Vista de la vía al aeropuerto, Punjab, India

El proyecto costó 452 crores. La terminal ocupa 53.000 metros cuadrados (13 acres) de terreno y puede servir a hasta 1.600 pasajeros. Es una terminal integrada, sirviendo ambos vuelos de cabotaje y internacionales.
Será inaugurado por el primer ministro de la India Narendra Modi el 11 de septiembre de 2015. Vuelos internacionales a Dubái por IndiGo iniciarán en octubre.

### Controversia sobre el nombre del aeropuerto
Inicialmente, se propuso llamar al aeropuerto como Aeropuerto Internacional de Mohali, puesto que se encuentra en la periferia de Mohali en Chandigarh. Pero, Haryana insistió en que Haryana también aportaría pasajeros al aeropuerto. Así pues se decidió llamar al aeropuerto con el nombre actual para reflejar la participación de Haryana en este proyecto. Desde que Mohali se encuentra en el lado panyabí de la ciudad, Haryana sintió que el nombre de Aeropuerto Internacional de Mohali no mostraba la participación de Haryana en el aeropuerto.

## Aerolíneas y destinos

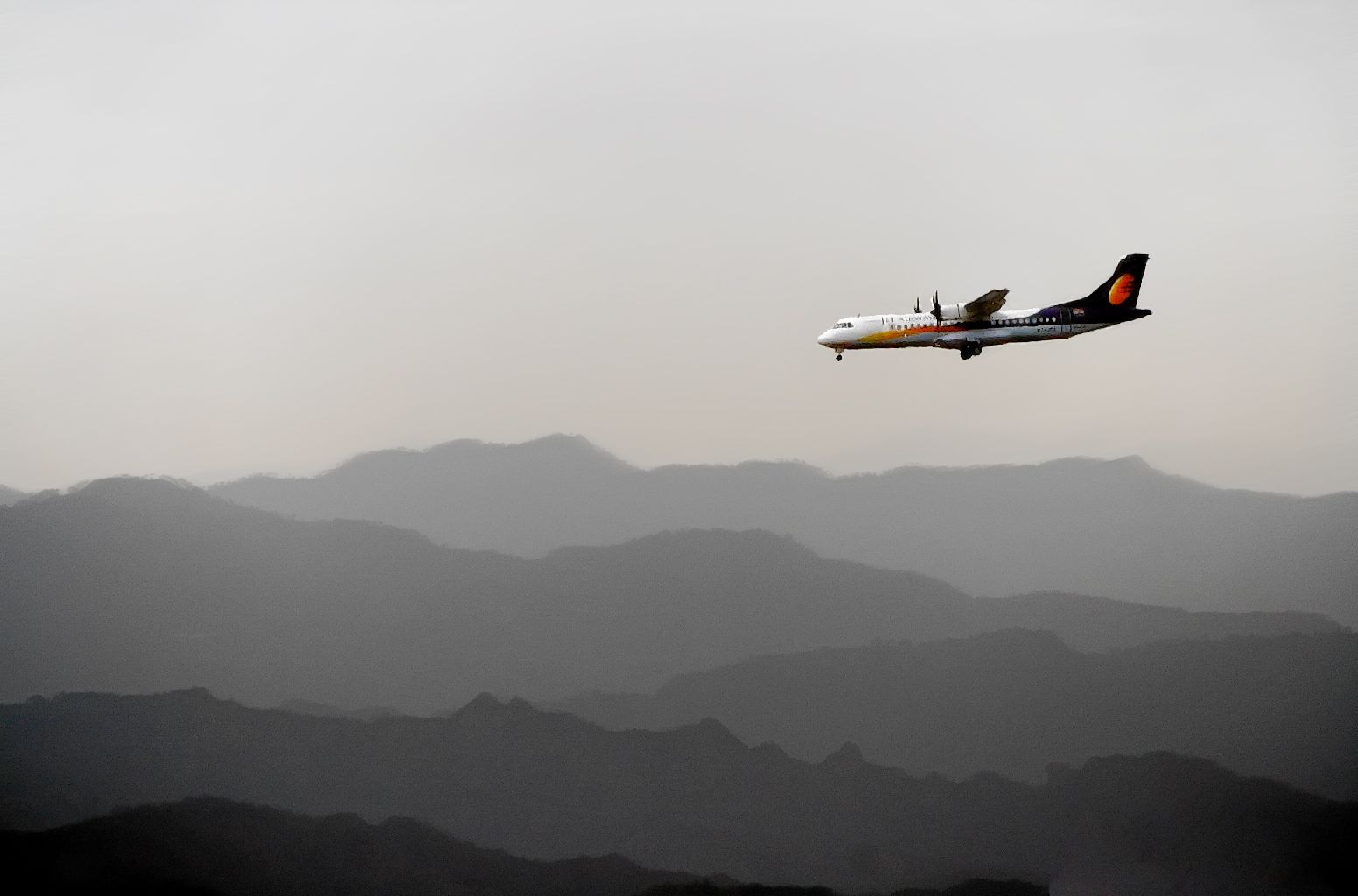
Un avión ATR 72 de Jet Airways acercándose al aeropuerto.

| Ciudades por países    | Nombre del aeropuerto                               | Aerolíneas                  | Aeronaves      | Frecuencias semanales |      |
| Asia                   | Asia                                                | Asia                        | Asia           | Asia                  | Asia |
| ---------------------- | --------------------------------------------------- | --------------------------- | -------------- | --------------------- | ---- |
| India                  |                                                     |                             |                |                       |      |
| Ahmedabad              | Aeropuerto Internacional Sardar Vallabhbhai Patel   | IndiGo                      |                |                       |      |
| Bengaluru              | Aeropuerto Internacional Kempegowda                 | IndiGo Vistara              | A32x-251N*     |                       |      |
| Bombay                 | Aeropuerto Internacional Chhatrapati Shivaji        | IndiGo Vistara              | A32x-251N*     |                       |      |
| Calcuta                | Aeropuerto Internacional Netaji Subhas Chandra Bose | IndiGo Vistara              | A32x-251N*     |                       |      |
| Chennai                | Aeropuerto Internacional de Chennai                 | IndiGo                      |                |                       |      |
| Delhi                  | Aeropuerto Internacional Indira Gandhi              | Alliance Air IndiGo Vistara | ATR A32x-251N* |                       |      |
| Goa                    | Aeropuerto Internacional de Goa                     | IndiGo                      |                |                       |      |
| Goa                    | Aeropuerto Internacional Manohar                    | IndiGo                      |                |                       |      |
| Hyderabad              | Aeropuerto Internacional Rajiv Gandhi               | IndiGo                      |                |                       |      |
| Indore                 | Aeropuerto Devi Ahilyabai Holkar                    | IndiGo                      |                |                       |      |
| Jaipur                 | Aeropuerto de Jaipur                                | IndiGo                      |                |                       |      |
| Leh                    | Aeropuerto de Leh                                   | Air India                   |                |                       |      |
| Lucknow                | Aeropuerto Internacional Chaudhary Charan Singh     | IndiGo                      |                |                       |      |
| Patna                  | Aeropuerto Jayaprakash Narayan                      | IndiGo                      |                |                       |      |
| Pune                   | Aeropuerto de Pune                                  | IndiGo                      |                |                       |      |
| Srinagar               | Aeropuerto de Srinagar                              | IndiGo                      |                |                       |      |
| Medio Oriente          |                                                     |                             |                |                       |      |
| Emiratos Árabes Unidos |                                                     |                             |                |                       |      |
| Dubái                  | Aeropuerto Internacional de Dubái                   | IndiGo                      |                |                       |      |

## Estadísticas
Ver fuente y consulta Wikidata.